# Angloamerické právo

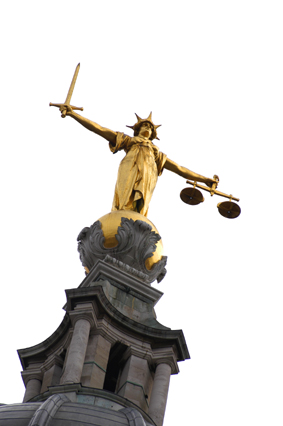
Alegorie spravedlnosti na střeše Ústředního trestního soudu pro oblast Velkého Londýna, známého pod jménem Old Bailey

Angloamerické právo nebo též anglosaské právo je právní systém založený na obecném právu. V angličtině se výraz common law používá jak pro celý právní systém, tak pro obecné právo, které je dnes jeho částí.
Obecné právo, společné právo nebo někdy též soudcovské právo je právo tvořené soudci skrze precedenty (angl. case law), rozhodnutí soudů a tribunálů. Tím se liší od zákonů (které přijal zákonodárce), vyhlášek a předpisů (normativních právních aktů výkonné moci).
Angloamerický právní systém přikládá obecnému právu váhu precedentu na základě toho, že by přece nebylo spravedlivé nakládat při různých příležitostech s obdobnými fakty různě. Soubor precedentů se v angličtině nazývá „common law“ a je závazný pro budoucí rozhodnutí. V případech, kdy se strany (účastníci sporu) nedohodnou na právní kvalifikaci, bude se soud řídit posledním precedenčním rozhodnutím příslušného soudu. Pokud již byl podobný spor rozřešen v minulosti, je soud povinen následovat logiku předchozího rozhodnutí. Tento princip je známý jako stare decisis. Pokud však soud shledá, že současný spor se zásadně liší od všech předchozích případů, má soudce pravomoc a povinnost precedent vytvořit. Rozhodnutí se potom stane „případem zakládajícím precedent“ (angl. case of first impression) a bude závazným pro budoucí případy.
V praxi je angloamerické právo značně komplikovanější, než jak je zjednodušeně popsáno výše. Rozhodnutí soudu jsou závazná pouze v rámci jeho jurisdikce, a i v jejím rámci mají některé soudy větší moc než jiné. Ve většině zemí jsou například rozhodnutí odvolacích soudů závazná pro nižší soudy stejného typu, zatímco rozhodnutí nižších soudů tvoří pouze nezávazné „přesvědčivé precedenty“. Vzájemnými interakcemi mezi obecným právem, ústavním právem, zákony parlamentu a podzákonnými předpisy (vyhlášky a nařízení) vzniká značně komplexní systém. Nicméně zásada stare decisis, podle které podobné případy mají být rozhodnuty na základě konzistentního systému pravidel, zůstává jádrem angloamerického práva.
Třetina světové populace (přibližně 2,3 miliardy lidí) žije v zemích se systémem angloamerického práva, nebo kde je tento systém smíchán s evropskou kontinentální tradicí. Angloamerická právní kultura vznikla ve středověké Anglii a zůstala zachována v mnoha zemích, které někdy byly koloniemi britského impéria. Patří sem Indie, Spojené státy (s výjimkou Louisiany, kde se používá na státní úrovni kontinentální právo), Pákistán, Nigérie, Bangladéš, Kanada (ovšem s výjimkou provincie Québec, kde se používá směs kontinentálního práva, většinou na úrovni provincií, a angloamerického práva, většinou na federální úrovni), Malajsie, Ghana, Austrálie, Srí Lanka, Hongkong, Singapur, Myanmar, Irsko, Nový Zéland, Jamajka, Trinidad a Tobago, Kypr, Barbados, Jižní Afrika, Zimbabwe, Kamerun, Namibie, Botswana, Guyana a Izrael.